# Miesiagutowo
Miesiagutowo (ros. Месягутово) – wieś w Rosji, w Baszkortostanie. W 2010 roku liczyła 10 883 mieszkańców.